# KS Egnatia Rrogozhina
Der Klubi Futbollit Egnatia, kurz KF Egnatia, ist ein albanischer Fußballverein aus Rrogozhina. Aktuell spielt der Verein in der ersten Liga, der Kategoria Superiore.
Der Verein wurde am 15. September 1964 unter dem Namen 22 Shtatori Rrogozhinë gegründet. 1991 wurde der Verein in Vullneti Rrogozhinë umbenannt, bevor er 1998 in den heutigen Namen KF Egnatia umbenannt wurde.

## Geschichte
Nachdem der Klub lange Zeit in der zweiten albanischen Liga gespielt hatte, war man in der Saison 2000/01 in einen Skandal verwickelt. Die Spieler des um den Aufstieg in die erste Liga spielenden Klubs gingen beim Stand von 0:1 auf die Spieler des gegnerischen KF Elbasani los, so dass das Spiel in der 44. Minute abgebrochen werden musste. Zunächst wurde der Klub zum Zwangsabstieg verurteilt, das Urteil aber später wieder aufgehoben. In der folgenden Saison wurde man Tabellensechster, im Jahr darauf qualifizierte man sich für die reformierte zweite Liga. 2003/04 gelang als Zweitligameister der Aufstieg in die erste Liga, aus der man als Vorletzter allerdings direkt wieder absteigen musste. Bis 2007/08 spielte der Verein in der zweiten, ehe man 2008/09 in die dritte albanische Spielklasse abstieg.

2016/17 gewann KF Egnatia die Meisterschaft und konnte in die zweite Liga aufsteigen. In der Saison 2017/18 gelang der Mannschaft in der ersten Cup-Runde des Fußballpokals ein Sensationssieg: Die Mannschaft aus Peqin bezwang am 13. September 2017 FK Kukësi, den albanischen Meister der Saison 2016/17, mit 1:0 zu Hause. Das Rückspiel in Kukës ging aber deutlich mit vier Gegentoren verloren.

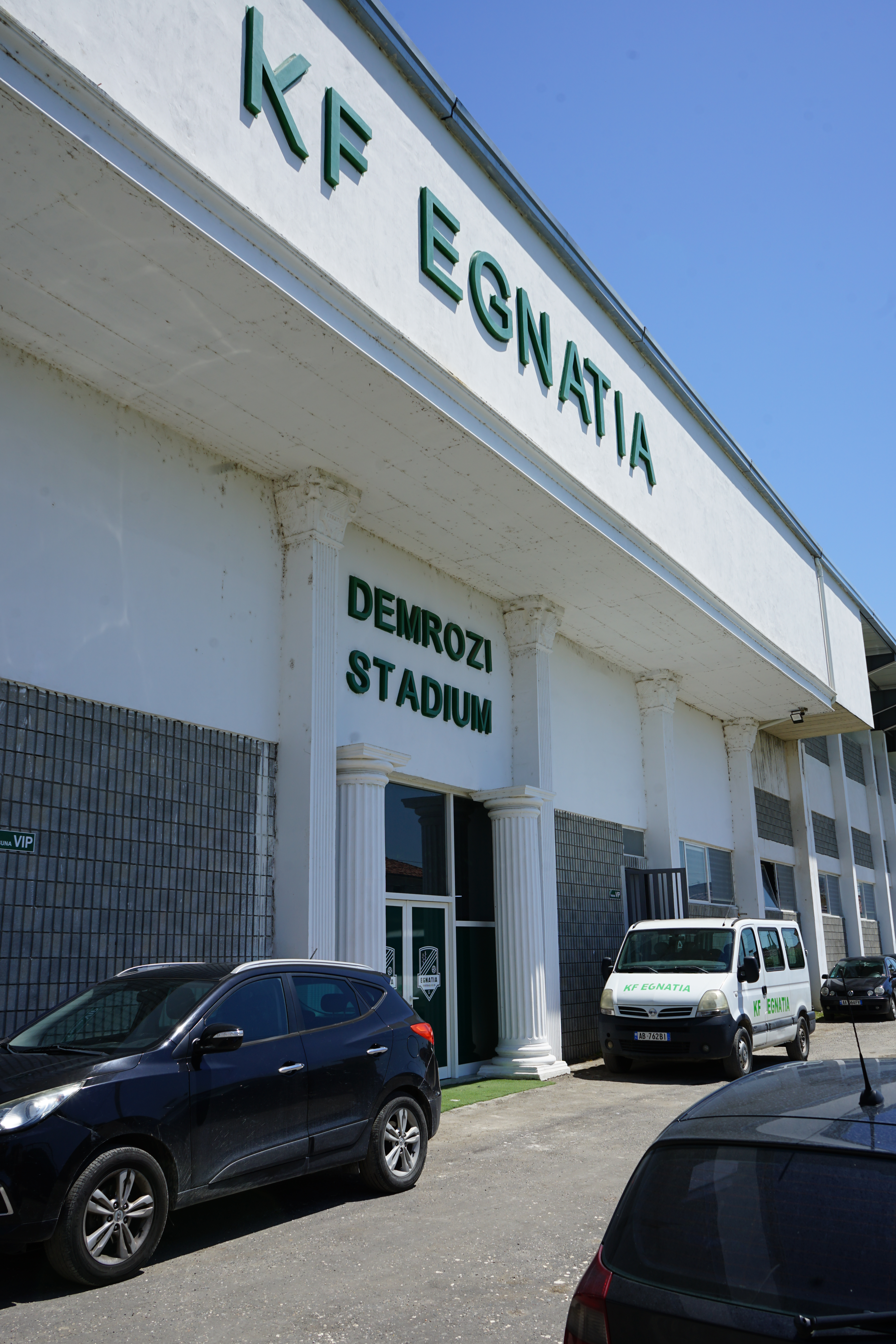
Eingang zur Tribüne des Stadions

In der Saison 2020/21 gelang der Aufstieg in die Kategoria Superiore. In der ersten Saison gelang der Ligaerhalt nur knapp mit einem Sieg in der Relegation. Die Saison 2022/23 lief deutlich besser: Die Mannschaft wurde Dritter und qualifizierte sich damit für die Conference League. Auch die Saison 2023/24 begann sehr gut, jedoch musste der KF Egnatia mit dem Tod des Stürmerstars Raphael Dwamena, der am 11. November bei einem Heimspiel auf dem Feld zusammenbrach, einen schweren Schlag hinnehmen. Dennoch war man nach der Vorsaison Tabellenerster (Punktegleich mit Partizani Tirana).

## Erfolge
- Albanischer Fußballmeister: 2024, 2025

- Albanischer Pokalsieger: 2023, 2024

- Albanischer Fussballpokal Finalist: 2025

- Albanischer Supercup: 2024

## Europapokalbilanz
| Saison  | Wettbewerb                    | Runde                  | Gegner                | Gesamt          | Hin     | Rück          |
| ------- | ----------------------------- | ---------------------- | --------------------- | --------------- | ------- | ------------- |
| 2023/24 | UEFA Europa Conference League | 1. Qualifikationsrunde | FC Ararat-Armenia     | 5:5 (2:4 i. E.) | 1:1 (A) | 4:4 n. V. (H) |
| 2024/25 | UEFA Champions League         | 1. Qualifikationsrunde | FK Borac Banja Luka   | 2:2 (1:4 i. E.) | 0:1 (A) | 2:1 n. V. (H) |
| 2024/25 | UEFA Conference League        | 2. Qualifikationsrunde | Víkingur Reykjavík    | 1:2             | 1:0 (A) | 0:2 (H)       |
| 2025/26 | UEFA Champions League         | 1. Qualifikationsrunde | Breiðablik Kópavogur  | 1:5             | 1:0 (H) | 0:5 (A)       |
| 2025/26 | UEFA Conference League        | 2. Qualifikationsrunde | FK Dinamo Minsk       | 2:0             | 2:0 (A) | 0:0 (H)       |
| 2025/26 | UEFA Conference League        | 3. Qualifikationsrunde | NK Olimpija Ljubljana | 2:4             | 0:0 (A) | 2:4 n. V. (H) |

Gesamtbilanz: 12 Spiele, 4 Siege, 4 Unentschieden, 4 Niederlagen, 13:18 Tore (Tordifferenz −5)
Stand: 14. August 2025

## Stadion
Der Verein trägt seine Heimspiele in der Arena Egnatia in Rrogozhina aus. Das Stadion hat ein Fassungsvermögen von 4000 Zuschauern.

## Bekannte Spieler
- Raphael Dwamena